# Roussillon (Isère)
Roussillon è un comune francese di 8 125 abitanti situato nel dipartimento dell'Isère nella regione dell'Alvernia-Rodano-Alpi.

## Storia
Questa zona fu una contea appartenente a un ramo bastardo del casato dei Borbone di Francia iniziato da Carlo I di Borbone, figlio di Giovanni I di Borbone, duca del Borbonese e dell'Alvernia, conte di Forez, ecc., e di Maria di Berry, duchessa d'Alvernia e di Montpensier; la coppia ebbe:
- Luigi (+1487), conte di Roussillon (1467), conte di Ligny (1481), ammiraglio di Francia, che sposò, nel 1466, Jeanne, dama de Mirebeau (+1519), figlia naturale di Luigi XI, re di Francia, dal quale :
  - Carlo (+1510) conte d Roussillon e di Ligny (1487), che dal suo matrimonio con Anne de La Tour (+1530) non ebbe figli.
  - Susanna (1466-1531), contessa di Roussillon e di Ligny, andata sposa Giovanni di Chabannes, conte di Dammartin, poi a Carlo, signore di Boulainvilliers (+1529)

Nel 1564 Caterina de Medici, nel viaggio per presentare il regno a suo figlio Carlo IX,  soggiornò presso il nipote del cardinale di Tournon. Fu colà che ella modificò la bozza del testo che avrebbe dovuto essere presentato al parlamento e che il 9 agosto 1564 diede origine all'editto di Roussillon.
Nel 1673, la contea fu acquisita da Francesco di Clermont-Tonnerre.

### Simboli
Lo stemma comunale è stato adottato nel 1959 e riprende il blasone della famiglia de Roussillon.

## Società
Roussillon è gemellato con la città ligure di Varazze.

### Evoluzione demografica
Abitanti censiti

## Amministrazione

### Gemellaggi
Varazze, dal 2018